# پووایوو (استان لهستان بزرگ‌تر)
پووایوو (به لهستانی:  Połajewo) یک روستا در لهستان است که در گمینا پووایوو واقع شده‌است. پووایوو ۲٬۲۳۷ نفر جمعیت دارد و ۷۰ متر بالاتر از سطح دریا واقع شده‌است.